# Anablepidae
La famiglia Anablepidae comprende 14 specie di pesci d'acqua dolce.

## Distribuzione e habitat
Queste specie vivono in acque dolci o salmastre nell'area dal Messico meridionale al Sud America.

## Anableps
Delle 14 specie, raccolte in 3 generi, 3-4 sono di interesse per gli acquariofili. 

Le specie del genere Anableps sono chiamate anche Pesci quattrocchi perché presentano un apparato visivo anatomicamente interessante: gli occhi, ampi e sporgenti, sono divisi orizzontalmente da una membrana e sono dotati di due retine. Questi pesci nuotano con gli occhi posti alla superficie dell'acqua; la retina inferiore riceve la luce dalla parte esposta all'aria, l'altra riceve le informazioni visive provenienti dall'acqua. In tal modo, essi possono avere visione di quanto accade sia sott'acqua che sopra la superficie; ciò facilità la loro attività di predazione degli insetti, di cui si cibano. Per risultare meno visibili a prede e predatori, il dorso è più scuro per mimetizzarsi con il fondo.

## Riproduzione
Gli anablepidi sono pesci vivipari e partoriscono giovani di dimensioni già considerevoli (da 1 a 4 cm secondo la specie). Il particolare più interessante è che ogni esemplare nasce mancino o destrorso (negli organi genitali gonopodio e papilla genitale) e conseguentemente si potrà accoppiare solo con un esemplare di sesso e verso opposti. Un maschio mancino si potrà accoppiare quindi solo con una femmina destrorsa, e viceversa.

## Specie
La famiglia degli Anablepidi è suscettibile di cambiamenti, anche perché alcuni biologi ritengono che uno dei 3 generi costituisca una famiglia a parte.
(Jenynsia apparterrebbe alla famiglia dei Jenynsiidae, anche se lo spostamento tassonomico non è ancora ufficiale).
- Anableps anableps
- Anableps dowi
- Anableps microlepis
- Jenynsia alternimaculata
- Jenynsia eigenmanni
- Jenynsia eirmostigma
- Jenynsia lineata
- Jenynsia maculata
- Jenynsia multidentata
- Jenynsia onca
- Jenynsia pygogramma
- Jenynsia sanctaecatarinae
- Jenynsia unitaenia
- Oxyzygonectes dovii